# 中方镇
中方镇，是中华人民共和国湖南省怀化市中方县下辖的一个乡镇级行政单位。

## 行政区划
中方镇下辖以下地区：
莉坪社区、塔山社区、同乐社区、和安社区、顺福村、茶元坡村、荆坪村、岩头元村、龙井村、乌溪村、中方村、栗山村、毛田村、溪房村、竹站村、铜锣村、长塘村、房溪村、长远村、鸭嘴岩村和湖南怀化工业园区社区。